# Araǰin Xowmb 2014-2015
L'Araǰin Xowmb 2014-2015 è stata la 24ª edizione della seconda serie del campionato armeno di calcio. La stagione è iniziata il 5 agosto 2014 ed è terminata il 3 giugno 2015.

## Stagione

### Novità
Al termine della stagione 2013-2014 non ci sono state né promozioni, né retrocessioni. Tuttavia, lo Shengavit si è sciolto al termine della passata stagione lasciando spazio alla seconda squadra dell'Ulisses, mentre il Banants 3 non si è iscritto a questa edizione del torneo. Lo Shengavit, seconda squadra dell'Ulisses, ha cambiato denominazione in Ulisses 2. Il numero di partecipanti si è dunque ridotto da nove a otto squadre.

### Formula
Le otto squadre partecipanti si affrontano quattro volte, per un totale di 28 giornate.

## Classifica
|  | Pos. | Squadra       | Pt | G  | V  | N | P  | GF | GS | DR  |
|  | ---- | ------------- | -- | -- | -- | - | -- | -- | -- | --- |
|  | 1.   | Alaškert 2    | 63 | 28 | 19 | 6 | 3  | 83 | 27 | +56 |
|  | 2.   | Banants 2     | 60 | 28 | 19 | 3 | 6  | 70 | 30 | +40 |
|  | 3.   | P'yownik 2    | 52 | 28 | 16 | 4 | 8  | 55 | 39 | +16 |
|  | 4.   | Ararat 2      | 37 | 28 | 11 | 4 | 13 | 56 | 62 | -6  |
|  | 5.   | Ganjasar 2    | 27 | 28 | 7  | 6 | 15 | 35 | 77 | -42 |
|  | 6.   | Ulisses 2     | 26 | 28 | 8  | 2 | 18 | 49 | 86 | -37 |
|  | 7.   | Širak 2       | 26 | 28 | 6  | 8 | 14 | 39 | 49 | -13 |
|  | 8.   | Mika Erevan 2 | 25 | 28 | 6  | 7 | 15 | 43 | 60 | -17 |

Note:
Tre punti a vittoria, uno a pareggio, zero a sconfitta.